# Listă de morminte din Cimitirul Montparnasse
| Printre cei înmormântați în Cimitirul Montparnasse din Paris sunt: | Cuprins: Început - 0–9 A B C D E F G H I J K L M N O P Q R S T U V W X Y Z |

## A
- Henri Alekan⁠(d) (1909-2001), cineast
- Alexander Alehin (1892-1946),  campion mondial de  șah, născut în Rusia
- Grace Alehin⁠(d) (1876-1956), artist și maestru de șah
- Michèle Arnaud⁠(d) (1919-1998), cântăreață
- Henry Aron⁠(d) (1842-1885), jurnalist și eseist politic
- Raymond Aron (1905-1983), filosof, sociolog și politolog
- Jean-Michel Atlan⁠(d) (1913-1960), poet și pictor
- Tina Aumont⁠(d) (1946-2006), actriță, fiica lui Jean-Pierre Aumont și Maria Montez
- Georges Auric⁠(d) (1899-1983), compozitor, membru al Les Six⁠(d)

## B

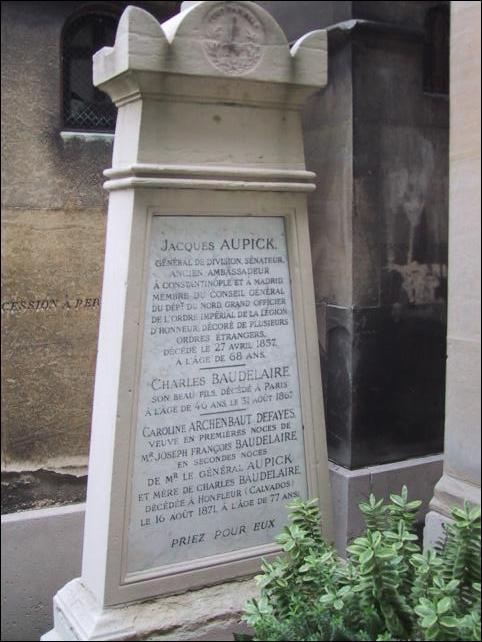
Mormântul lui Charles Baudelaire.

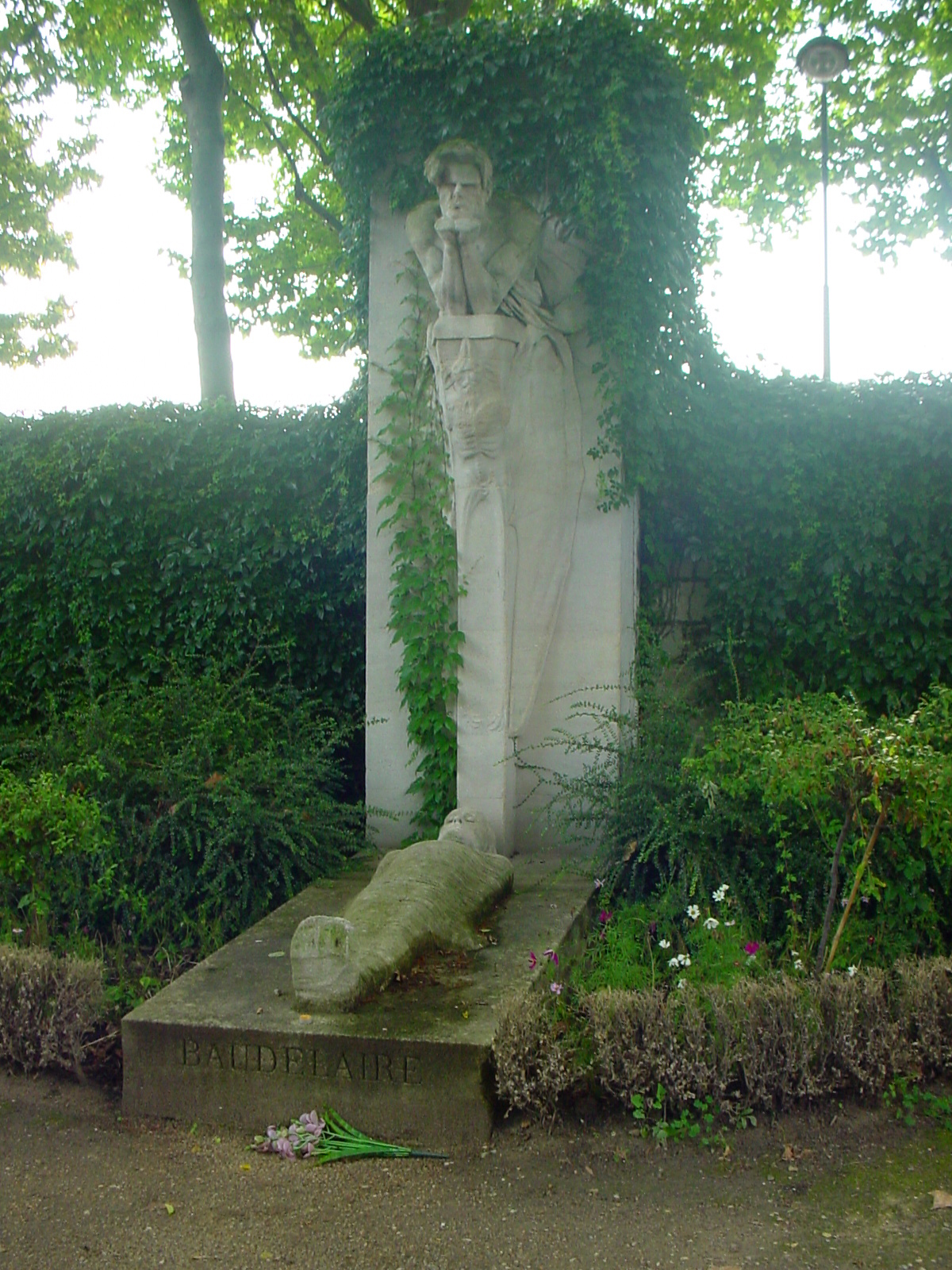
Monumentul lui Charles Baudelaire.

- Shapour Bakhtiar (1914-1991), ultimul prim-ministru al monarhiei constituționale din Iran
- César Baldaccini (1921-1988), sculptor
- Théodore de Banville (1823-1891), poet, scriitor
- Frédéric Bartholdi (1834-1904), sculptor al Statuii Libertății
- Maryse Bastié (1898-1952), pionier aviator
- Pierre Batcheff (1901-1932), actor
- Jane Bathori (1877-1970), cântăreață de operă
- Charles Baudelaire (1821-1867), poet
- Jean Baudrillard (1929-2007), teoretician cultural francez, filozof, comentator politic și fotograf
- Simone de Beauvoir (1908-1986), feministă, filozof și autor
- Jacques Becker (1906-1960), regizor
- Samuel Beckett (1906-1989), irlandez, autor, dramaturg și poet
- Eugène Belgrand (1810-1878), inginer civil
- Paul Belmondo (1898-1982), sculptor francez
- Jean Béraud (1849-1935), pictor
- Emmanuel Berl (1892-1976), scriitor
- Aloysius Bertrand (1807-1841), poet
- Marcel Alexandre Bertrand (1847-1907), geolog, fondatorul teoriei plăcilor tectonice
- Jean-Marie Beurel (1813-1872), preot catolic
- Louis Gustave Binger (1856-1936), explorator
- Lucien Bodard (1914-1998), jurnalist
- Marc Boegner (1881-1970), teolog și academician
- Jean-Marie Bonnassieux (1810-1892), sculptor
- Aristide Boucicaut (1810-1877), antreprenor și creatorul lanțului de magazine Le Bon Marché
- William-Adolphe Bouguereau (1825-1905), artist (pictor realist stil)
- Jacques Antoine Claude Joseph, conte Boulay de la Meurthe (1761-1840), om de stat
- Antoine Bourdelle (1861-1921), sculptor si profesor
- Paul Bourget (1852-1935), scriitor
- Marcel Bozzuffi (1928-1988), actor
- Gérard Brach (1927-2006), scenarist
- Constantin Brâncuși (1876-1957), sculptor român
- Brassai (născut la Gyula Halász) (1899-1984), fotograf
- Charles-Edouard Brown-Séquard (1817-1894), medic
- Jean Bruller (1902-1991), autor care a scris sub pseudonimul de Vercors

## C

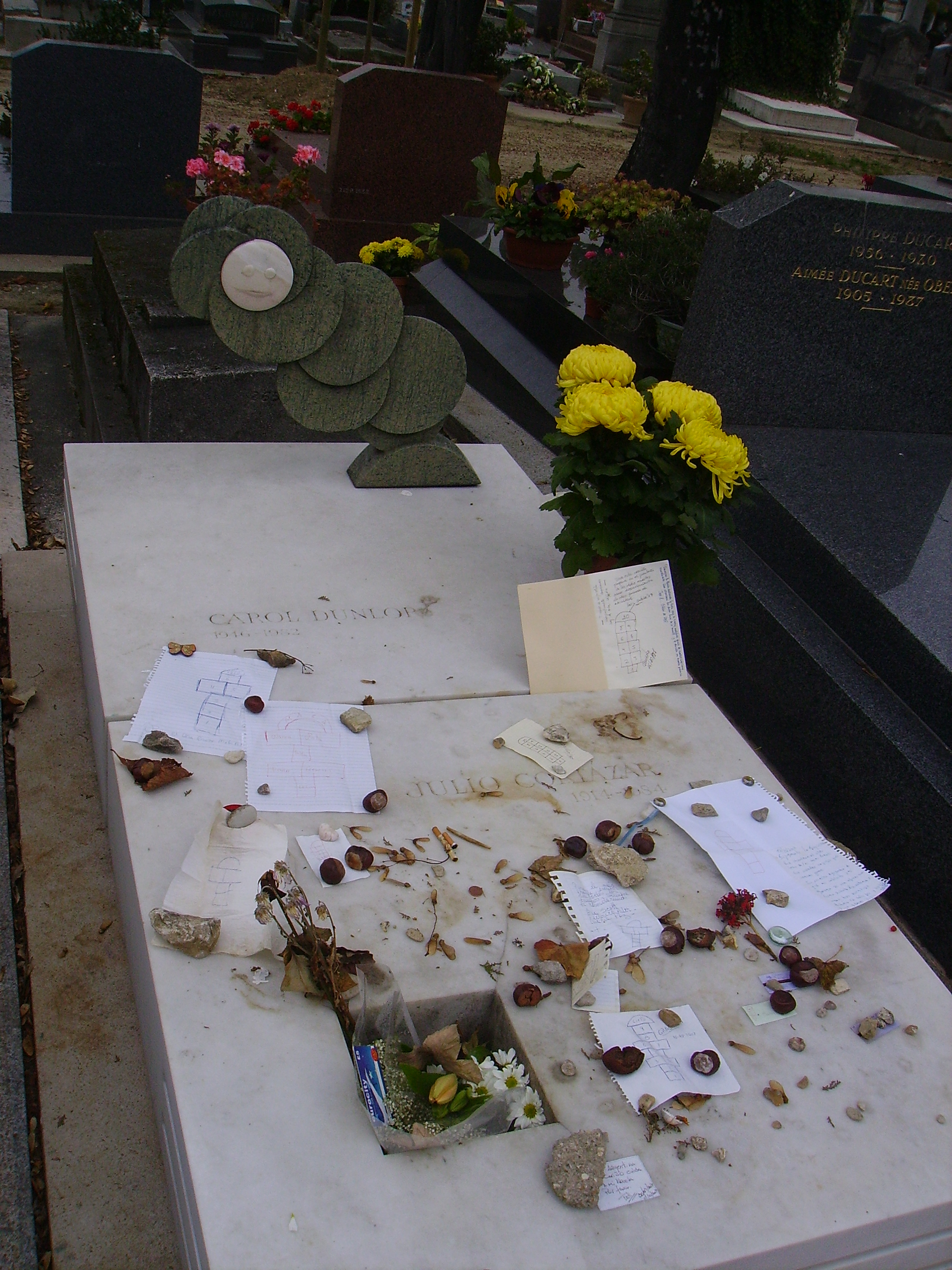
Mormântul lui Julio Cortázar.

- René Capitant (1901-1970), avocat și om de stat
- Roger Caillois (1913-1978), autor
- Jean Carmet (1920-1994), actor
- Isabelle Caro (1982-2010), model
- Eugène Carrière (1849-1906), pictor simbolist
- Rene Cassin (1887-1976), jurist, laureat al premiului Nobel. Rămășițele sale au fost transferate ulterior la Panthéon.
- Sergio de Castro (artist) (1922-2012), pictor argentinian, muzician și poet
- Cornelius Castoriadis (1922-1997), filozof grec cu cetățenie franceză
- Aristide Cavaillé-Coll (1811-1899), constructor de orgi
- Emmanuel Chabrier (1841-1894), compozitor
- René de Chambrun (1906-2002), avocat, om de afaceri.[1]
- Honoré Champion (1846-1913), editor
- Claude François Acum-Lagarde (1756-1841), avocat, apărător al reginei Marie-Antoinette
- Marie-Dominique Chenu (1895-1990), teolog catolic
- Emil Cioran (1911-1995), filosof român
- André Citroën (1878-1935), o înființat  fabrica de automobile Citroën din Franța
- Antoni Clavé (1913-2005), artist
- Yves Congar (1904-1995), teolog catolic
- François Coppée (1842-1908), poet și romancier
- Gaspard-Gustave Coriolis (1792-1843), matematician
- Margareta Cosăceanu-Lavrillier (1893-1980), sculptoriță de origine română
- Julio Cortázar (1914-1984), autor argentinian
- Antoine Augustin Cournot (1801-1877), economist
- Maurice Couve de Murville (1907-1999), fost prim-ministru al Franței
- Adolphe Cremieux (1796-1880), avocat și om de stat
- Charles Cros (1842-1888), poet și inventator

## D
- Jules Dalou (1838-1902), sculptor

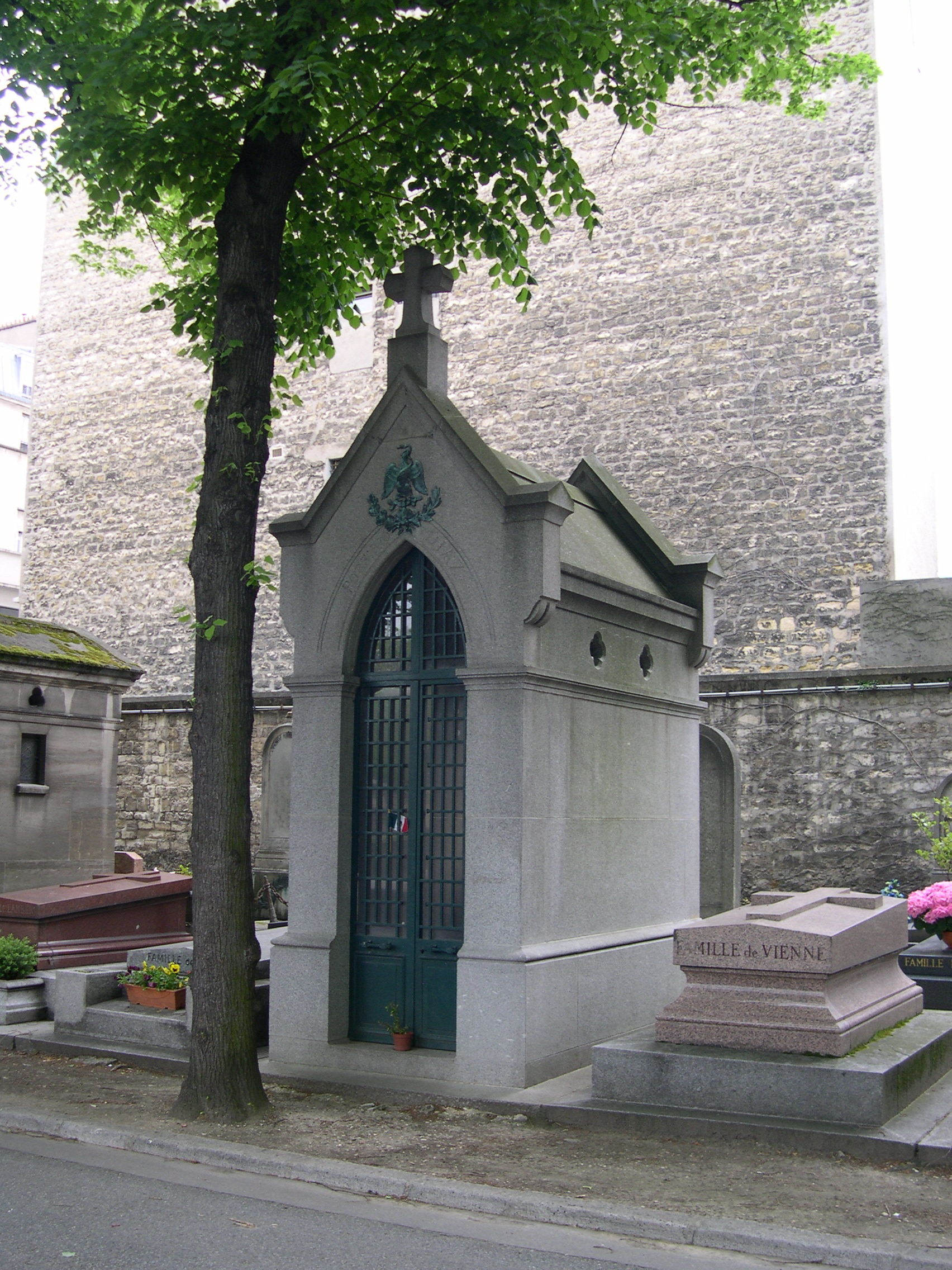
Mormântul lui Porfirio Díaz la Cimitirul Montparnasse, Paris, Franța

- Gabriel Davioud (1824-1881), arhitect
- Pierre David-Weill (1900-1975), bancher, președinte al Lazard Frères
- Suzanne Dechevaux-Dumesnil (1900-1989), iubita și, mai târziu, soția lui Samuel Beckett
- Jacques Demy (1931-1990), regizor de film
- Édouard Deperthes (1833-1898), arhitect
- Paul Deschanel (1855-1922), fost președinte al Franței
- Robert Desnos (1900-1945), poet suprarealist
- Porfirio Diaz (1830-1915), dictator, generalul, cel mai longeviv președinte mexican
- Marie Dorval (1798-1849), actriță
- Alfred Dreyfus (1859-1935), ofițer militar evreu acuzat pe nedrept de trădare (afacerea Dreyfus)
- Jules Dumont d' Urville (1790-1842), explorator al Pacificului de Sud și descoperitor al statuii Venus din Milo
- Marguerite Duras (1914-1996), autor și regizor de film
- Émile Durkheim (1858-1917), sociolog
- Henri Dutilleux (1916-2013), compozitor

## E
- Émile Egger (1813-1885), filolog
- Robert Enrico (1931-2001), regizor de film
- Antoine Étex (1808-1888), sculptor

## F
- Émile Faguet (1847-1916), critic și istoric literar francez. A condus doctoratul criticului literar român Eugen Lovinescu
- Henri Fantin-Latour (1836-1904), artist
- Léon-Paul Fargue (1876-1947), poet și eseist
- Paul Foucher (1810-1875), dramaturg și jurnalist
- César Franck (1822-1890), compozitor și organist
- Othon Friesz (1879-1949), pictor
- Carlos Fuentes (1928-2012), scriitor

## G
- Serge Gainsbourg (1928-1991), cântăreț și compozitor
- Évariste Galois (1811-1832), matematician și revoluționar
- Charles Garnier (1825-1898), a conceput inițial Paris Opera House pentru Napoleon al III-lea
- Henry Gauthier-Villars (1859-1931), scriitor și primul soț al lui Colette
- François Gérard (1770-1837), artist
- Jean Giraud (1938-2012), ilustrator, artist de benzi desenate, de asemenea, cunoscut sub numele de Moebius
- Alexandre Guilmant (1837-1911), organist și compozitor
- Mavis Galant (1922-2014), autor

## H
- Jean Nicolas Pierre Hachette (1769-1834), matematician
- Clara Haskil (1895-1960), pianist român
- Swan Hennessy (1866-1929), Irlandez-American, compozitor, și fiul lui Patrice Hennessy (1910-1973), om de litere francez
- Pierre-Jules Hetzel (1814-1886), editor și redactor literar
- Jean-Antoine Houdon (1741-1828), renumit sculptor al notabile bărbați
- Joris-Karl Huysmans (1848-1907), autor

## I
- Vincent d' Indy (1851-1931), compozitor
- Eugène Ionesco (1909-1994), dramaturg român
- Joris Ivens (1898-1989), regizor olandez

## J
- Jean Bernard Jauréguiberry (1815-1887), amiral și om de stat
- Joëlle (1953-1982), cântăreață franceză născută americană
- Genevieve Joy (1919-2009), pianistă franceă clasică și modernistă

## K
- Gustave Kahn, (1859-1936), poet și critic de artă
- Joseph Kessel (1898-1979), scriitor
- Kiki (1901-1953), cântăreață, actriță, pictoriță, "Regina din Montparnasse" (deși probabil a fost îngropată în Thiais)
- Adamantios Korais (1748-1833), scriitor și filozof grec
- Cornelius Castoriadis (1922-1997), scriitor și filozof grec

## L

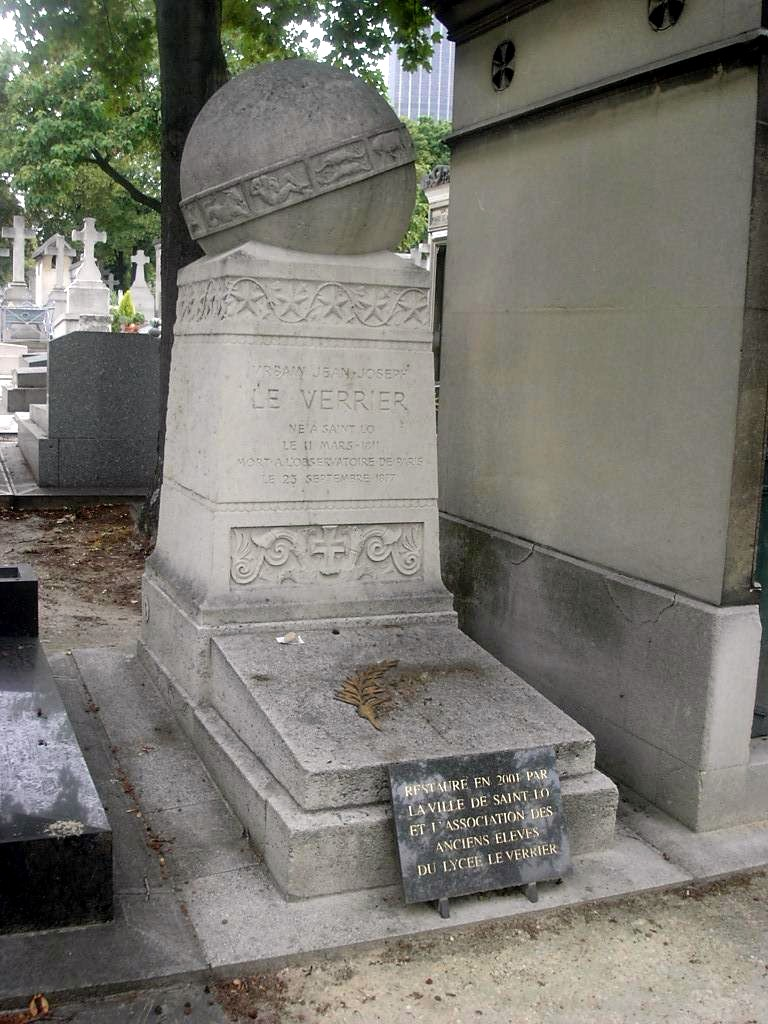
Mormântul lui Urbain Le Verrier

- Bernard Lacoste (1931-2006), președinte al companiei de îmbrăcăminte Lacoste
- Jean-Baptiste de Lamarck (1744-1829), naturalist și zoolog (corpul său a fost pierdut în 1834)
- Paul-Gilbert Langevin (1933-1986), muzicolog
- Henri Langlois (1914-1977), prezervaționist de film
- Pierre Larousse (1817-1875), autor al enciclopediei Larousse Gastronomică
- Henri Laurens (1885-1954), sculptor, gravor
- Pierre Laval (1883-1945), prim-ministru.[2]
- Alphonse Laveran (1845-1922), medic, parazitolog
- Maurice Leblanc (1864-1941), romancier, creator al lui Arsène Lupin
- Charles Marie René Leconte de Lisle (1818-1894), poet
- Alexandre Lenoir (1761-1839), arheolog
- Philippe Léotard (1940-2001), profesor, actor, poet, cântăreț
- Urbain Le Verrier (1811-1877), astronom și matematician
- André Lhote (1885-1962), pictor și sculptor
- Jacques Lisfranc (1790-1847), medic ginecolog șsi chirurg
- Emile Littré (1801-1881) lexicograf, filosof
- Baltasar Lobo (1910-1993), sculptor spaniol
- Silvia Lopez (1931-1959), actriță
- Herbert Lottman (1927-2014), biograf american
- Louis Loucheur (1872-1931), om de stat
- Pierre Louÿs (1870-1925), poet, romancier

## M
- Ambrose Dudley Mann (1801-1889), cxomisar al Statelor Confederate ale Americii pentru Belgia și Vatican
- René Maran (1887-1960), intelectual, autor
- Chris Marker (1921-2012), regizor, scriitor, fotograf
- Gaston Maspero (1846-1916), egiptolog
- Guy de Maupassant (1850-1893), autor
- Rosita Mauri (1849-1923), balerină, directorul al Operei din Paris
- Claude Mauriac (1914-1996), autor
- René Mayer (1895-1972), fost prim-ministru al Franței
- Catulle Mendès (1841-1909), poet, om de litere
- Ada Isaacs Menken (1835-1868), actriță, poetă
- André Meyer (1898-1979),finanțator francez/american
- Charles-Joseph Minard (1781-1870), pioner francez în vizualizarea datelor
- Mireille (1906-1996), cântăreț, compozitor
- Eliane Montel (1898-1992), fizician și partener al lui Paul Langevin
- Maria Montez (1912-1951), actriță
- Vincent de Moro-Giafferi (1878-1956), avocat și om de stat
- Michèle Morgan (1920-2016), actriță
- Jean Mounet-Sully (1841-1916), actor
- Philippe Muray (1945-2006), eseist și romancier

## N
- Francine Navarro (1950-2008), soția Prințului Nicolae al Muntenegrului, pretendent la tronul Muntenegrului.
- Philippe Noiret (1930-2006), actor
- Max Nordau (1849-1923), lider sionist, medic, autor

## O

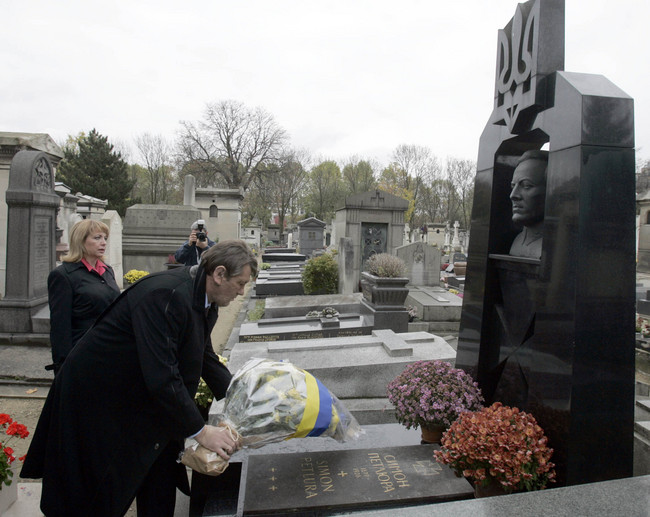
Viktor Iușcenko la mormântul lui Symon Petliura

- Mathieu Orfila (1787-1853), toxicolog, chimist
- Gérard Oury (1919-2006), regizor de film, actor și scenarist

## P

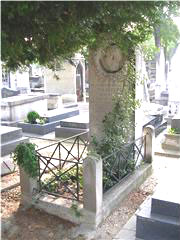
Mormântul lui François Pouqueville

- Pan Yuliang (1895-1977), pictor chinez
- Jean-Claude Pascal (1927-1992), cântăreț și actor
- Adolphe Pégoud (1889-1915), aviator
- Auguste Perret (1874-1954), arhitect
- Bénédicte Pesle (1927-2018), patron al artelor
- Simon Petliura (1879-1926), lider ucrainean
- Maurice Pialat (1925-2003), regizor de film
- Charles Pigeon (1838-1915), inginer, inventator și producător
- Jules Henri Poincaré, (1854-1912), matematician și fizician
- Jean Poiret (1926-1992), actor, regizor de film
- François Charles Henri Laurent Pouqueville (1770-1838), diplomat, scriitor, istoric, arheolog, doctor
- Pierre-Joseph Proudhon, (1809-1865), filosof și om de stat
- Visarion Puiu (1879-1964), mitropolit român

## Q

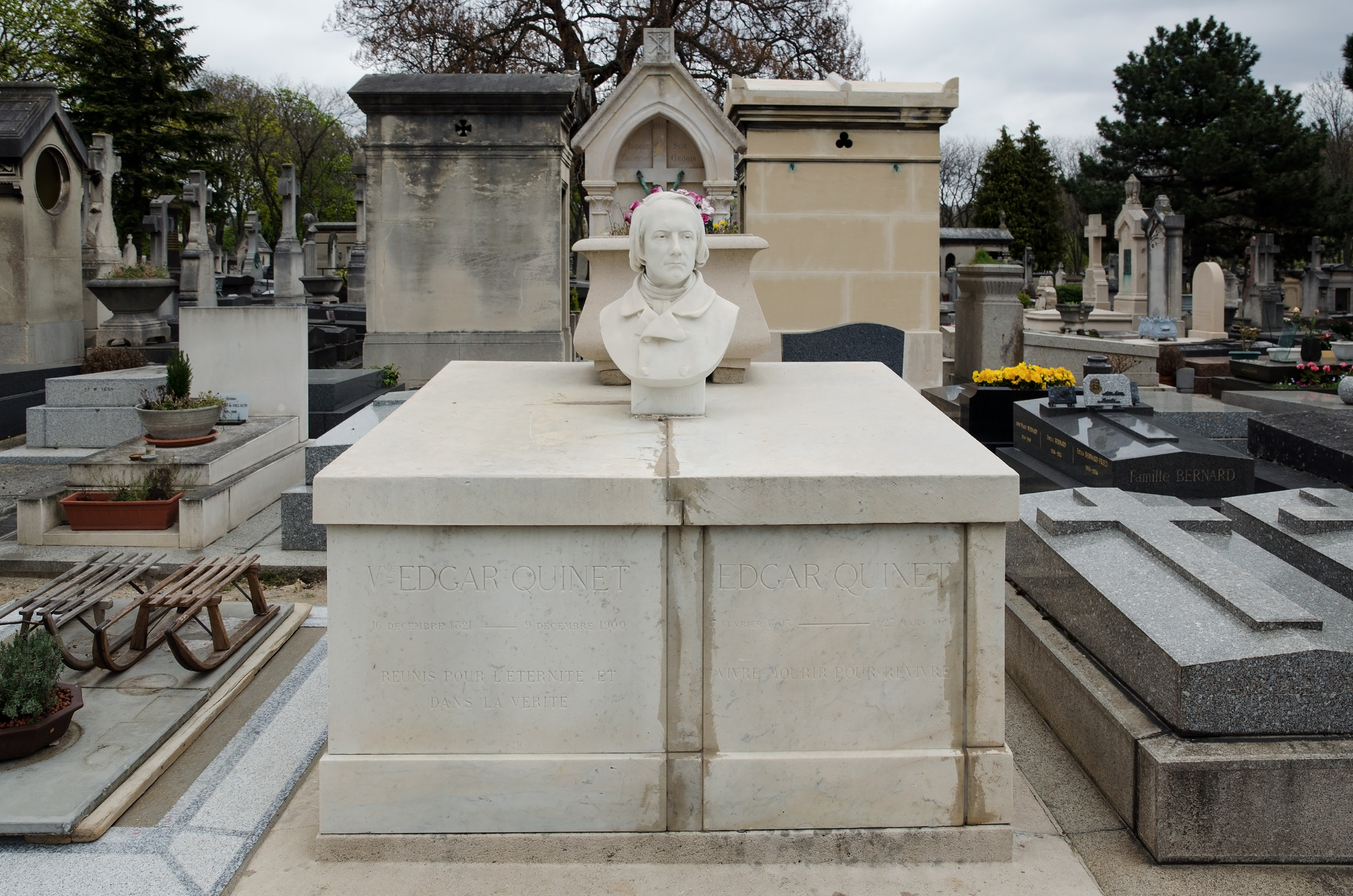
Mormântul lui Edgar Quinet

- Edgar Quinet (1803-1875), istoric

## R
- Denis Auguste Marie Raffet (1804-1860), pictor
- Jean-Pierre Rampal (1922-2000), flautist
- Man Ray (1890-1976), artist și fotograf dada & suprarealist, cu soția lui Juliet
- Serge Reggiani (1922-2004), cântăreț, actor
- Jean-Marc Reiser (1941-1983), artist de benzi desenate
- Rosalie Rendu (1786-1856), soră de caritate
- Pierre Restany (1930-2003), critic de artă
- Paul Reynaud (1878-1966), avocat și om de stat
- Yves Robert (1920-2002), actor, regizor
- Yves Rocard (1903-1992), fizician
- Éric Rohmer (1920-2010), regizor de film
- Frédéric Rossif (1922-1990), regizor
- Gustave Roussy (1874-1948), neuropatolog și oncolog de origine elvețiană
- François Nepoliticos (1784-1855), sculptor
- Julio Ruelas (1870-1907), pictor mexican
- Heinrich Daniel Ruhmkorff (1803-1877), inventator german

## S

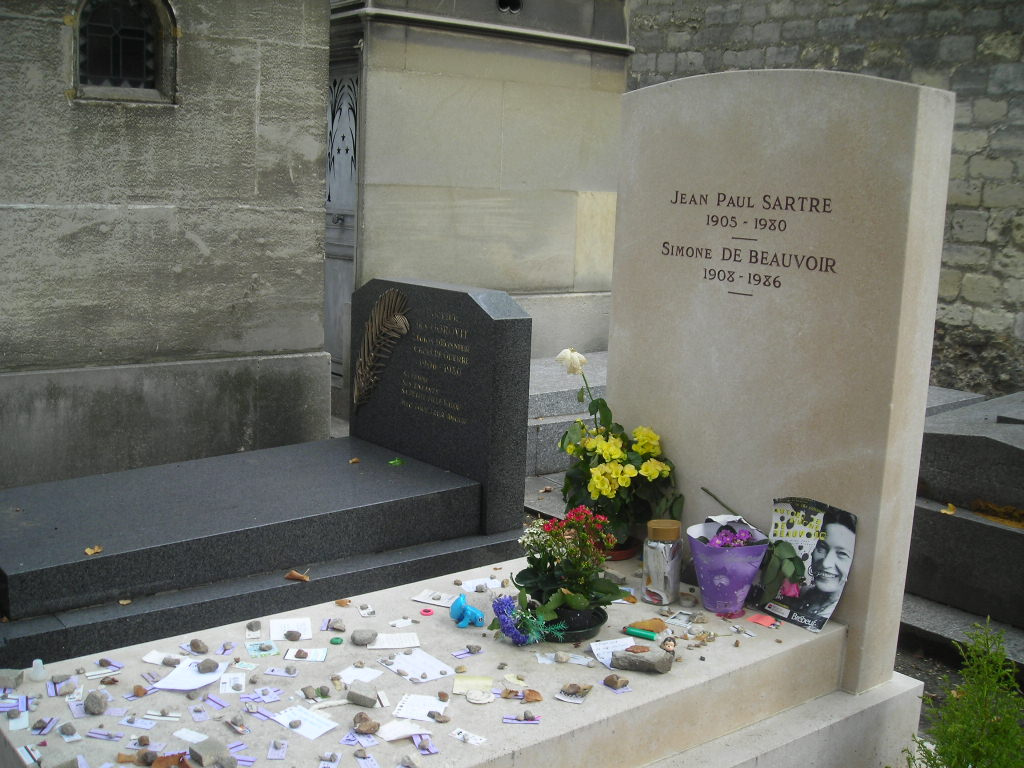
Mormântul lui Jean-Paul Sartre și Simone de Beauvoir

- Jean Sablon (1906-1994), cântăreață
- Charles Augustin Sainte-Beuve (1804-1869), critic literar, autor
- Camille Saint-Saëns (1835-1921), compozitor și interpret de muzică clasică romantică
- Jules Până la (1811-1883), romancier
- Jean-Paul Sartre (1905-1980), filosof și romancier francez
- Claude Sautet (1924-2000), regizor de film
- Georges Schehadé (1905-1989), poet și dramaturg libanez
- Jean Seberg (1938-1979), actriță americană și activist pentru drepturile civile
- Pierre Seghers (1906-1987), poet și editor
- Delphine Seyrig (1932-1990), actriță
- Susan Sontag (1933-2004), autor american și filosof
- Jesus Rafael Soto (1923-2005), sculptor cinetic și pictor venezuelean
- Chaim Soutine (1893-1943), pictor din Școala de la Paris

## T
- Boris Taslitzky (1911-2005), pictor
- Augustin Thierry (1795-1856), istoric
- Gabriel-Jules Thomas (1824-1905), sculptor
- Roland Topor (1938-1997), scriitor, grafician
- Henri Troyat (1911-2007), autor
- Tristan Tzara (1896-1963), poet dadaist român și eseist

## V
- Carlos Valenti (1888-1912), pictor
- César Vallejo (1892-1938), poet peruvian
- Jacques Vergčs (1925-2013), avocat
- Louis Veuillot (1813-1883), jurnalist
- Paul Vidal de la Blache (1845-1918), geograf
- Louis Vierne (1870-1937), compozitor, organist

## W
- Henri-Alexandre Wallon (1812-1904), istoric, om de stat
- Adolphe Darrel (1857-1926), pictor
- Bronisława Wieniawa-Długoszowska (1886-1953), îngropată sub numele de Jeanne-Liliane Lalande. A spionat pentru francezi informații militare în timpul revoluției bolșevice
- Georges Wolinski (1934-2015) caricaturist politic, scriitor; asasinat la sediul Charlie Hebdo pe 7 ianuarie 2015

## Z
- Ossip Zadkine (1890-1967), sculptor și artist născut în Rusia
- Sabine Zlatin (1907-1996), născut polonez, umanitar care a ascuns copii de evrei în timpul Holocaustului